# Algblomning

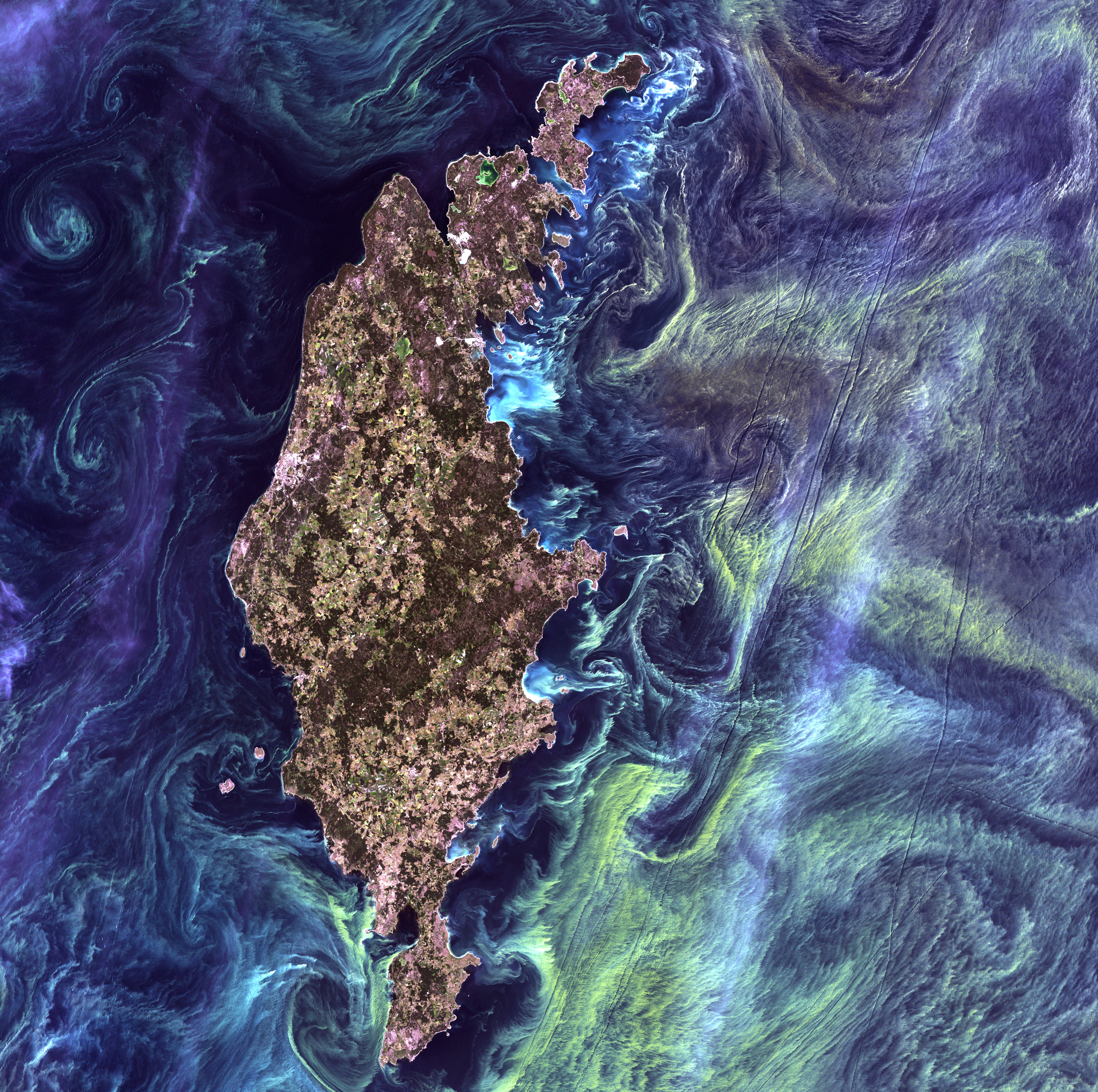
Algblomning utanför Gotlands kust 13 juli 2005

Algblomning eller vattenblomning är en kraftig tillväxt av planktonalger där de på kort tid bildar stora populationer. Normalt blommar planktonalger nära vattenytan eftersom det är ljusast där. Starkt solsken och lugnt väder där inte vattenytan rörs om, och god tillgång av näringsämnen som kväve och fosfor ger goda betingelser för att algblomningen ska komma igång. Algblomningar förekommer naturligt och är en viktig del av näringskedjan i havet. De kan också vara resultatet av människans övergödning.  När blomningen avklingar sjunker algerna till botten vilket kan orsaka syrebrist.
Begreppet skall inte blandas samman med den blomning som förekommer hos blomväxter.

## Begreppets ursprung
"Vattublom" finns belagt 1702 och "vattenblomning" 1785. Man sade helt enkelt att vattnet "blommade" när det blev grönt utan att egentligen riktigt ha klart för sig varför, som Johan Gottschalk Wallerius skrev i Hydrologia 1748: "De Sjöar, som sägas grönska och blomma om sommaren, hafva ... sin gröna färg antingen af små Tall och Gran Frön som lägga sig på vattnet; eller ock af vattuörternas blommor och frön". Även om Linné beskrev Byssus flos-aquae vid den tiden, var det inte förrän mikroskoperingen tog fart under 1800-talet som man började förstå hur det förhöll sig - Fredik Anton Wrangel skriver 1827: "Weis's mening att vattnets blommande endast skulle härröra från förruttnade sjöväxter, synes mig sannolikast kunna förklaras derigenom att han i synnerhet fästat sig vid lukten ... uti Sverige förekomma under namn af vattnets blommande mindst trenne särskilta väl bestämda vatten-Alger ...". Beteckningen "algblomning" är en 1900-talsprodukt och tas med i Svenska Akademiens ordlista först 1986 ("vattenblomning" kom med 1950).

## Naturlig algblomning
Algblomningar förekommer naturligt och utan dem skulle näringskedjan i havet kollapsa. Under sen vinter eller tidig vår så sker vårblomningen när det blivit tillräckligt ljust och näringsämnen ackumuleras i vattnet. Ofta blir det även en höstblomning när vattnet rörs om under hösten och näringsämnen blir tillgängliga för algerna igen. Ibland blommar algerna även vintertid.

## Giftig algblomning

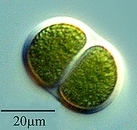
Blågrön alg

I Östersjöns bräckta vatten orsakas algblomningar av cyanobakterier, tidigare kallade "blågröna alger". Dessa blomningar kan se ut som gröngul soppa eller trådig massa, och ibland som stråk av tunna trådar eller gryn i vattnet. Vissa arter, till exempel katthårsalg, Nodularia spumigena, kan vara giftiga. N. spumigena producerar nodularin som är ett hepatotoxin (det vill säga ett toxin som påverkar levern). Olika arter är olika giftiga men toxiciteten kan också variera inom samma art. Symptom på förgiftning är illamående, kräkningar, diarré och eventuellt feber, samt hudirritationer och öronbesvär. Vuxna drabbas normalt inte av förgiftning, medan mindre barn lättare får kallsupar samt dricker badvatten, och därmed löper större risk att få i sig algtoxiner. Husdjur, boskap och vilda djur löper stor risk att bli förgiftade och kan till och med dö av förgiftningen då de dricker mer vatten. Rekommendationen är att inte bada vid kraftig algblomning då algtoxin kan irritera hud och ögon även om man inte sväljer vatten. Om vattnet under algblomningssäsongen är så grumligt att man inte ser fötterna när man står med vatten till knäna ska man också vara försiktig då halten cyanobakterier i vattnet kan vara hög även om inga ansamlingar bildats. Man ska vara extra försiktig med hundar och små barn, och inte vistas nära vatten med kraftig blomning.
I Västerhavet har algblomningar ibland skadat fisk, framförallt odlad lax, och ibland påverkat hela ekosystemet. Musslor som äter algerna tar upp eventuellt gift från algerna och blir därmed giftiga för människan.
I Västerhavet har främmande arter orsakat problem:
- Chrysochromulina polylepis blommade i Skagerrak och Kattegatt 1988 och ledde till massdöd av fisk.[3]
- Karenia mikimotoi blommade i Skagerrak 1966 och ledde till massdöd av fisk, och den orsakat massblomning ett flertal gånger sedan dess.[3]
- Pseudochattonella blommade i Kattegatt och Skagerrak 1998 där den kopplats till fiskdöd.[3]